# Bedřich Velický
Bedřich Velický (* 7. dubna 1938 Praha) je český fyzik, zabývající se elektronovou strukturou pevných látek. Vybudoval a dlouhodobě vedl Teoretické oddělení Fyzikálního ústavu Akademie věd České republiky. Je laureátem Ceny Neuron za přínos světové vědě za rok 2013 - fyzika.

## Vzdělání a akademická kariéra
V letech 1955-1960 absolvoval Matematicko-fyzikální fakultu Univerzity Karlovy a v roce 1960 nastoupil do Ústavu fyziky pevných látek ČSAV v Praze. Zde pracoval postupně jako vedoucí teoretické a optické skupiny, vedoucí oddělení polovodičů a později jako vedoucí oddělení teoretické fyziky. V letech 1964-1965 byl na studijním pobytu na Moskevské státní univerzitě. V roce 1966 obhájil dizertační práci a získal titul CSc. V letech 1967-1969 byl na postdoktorandském a v roce 1981 na studijním pobytu na Harvardově univerzitě.
Po roce 1989 se podílel na transformaci Akademie věd České republiky, byl místopředsedou Grantové agentury České republiky, v letech 1993-1999 byl členem Vědecké rady AV ČR. Od roku 1992 pracuje na Katedře polovodičů MFF UK. Od roku 1996 pracuje také na Katedře teoretické fyziky Masarykovy University v Brně a od roku 1999 je vědeckým pracovníkem Centra pro teoretická studia UK se zaměřením na filozofii a historii přírodních věd. Od roku 2001 vede Oddělení teorie na Katedře fyziky kondenzovaných látek MFF UK.
Roku 1996 zvolen členem Učené společnosti ČR. Roku 2000 byl jmenován profesorem Univerzity Karlovy pro fyziku – teoretickou fyziku a v roce 2001 byl jmenován profesorem Masarykovy univerzity pro teoretickou a obecnou fyziku.

## Vybrané publikace
- Ajvaz, Michal; Větrovcová, Marie; Beran, Ondřej; Holeček, Miroslav; Chvatík, Ivan; Kotecký, Roman ; Krtouš, Pavel; Kuneš, Jan ; Velický, Bedřich; Kůrka, Petr; Matoušek, Alexander; Pazák, Tomáš; Trlifajová, Kateřina (2011): Spor o matematizaci světa, Červený Kostelec, Pavel Mervart 2011.
- Velický, Bedřich; Kalvová, Anděla; Špička, V (2006): Between Green's functions and transport equations: reconstruction theorems and the role of initial conditions, Journal of Physics: Conference Series n.35, 1-16
- Velický, Bedřich (2004): Role prostorové dimenze ve fyzice Vesmír, Praha, ISBN 80-85977-60-5, str. 9-34.